# Exhale
«Exhale» es una canción de la cantante estadounidense Sabrina Carpenter. Se estrenó el 3 de mayo de 2019 como sencillo de su cuarto álbum de estudio Singular: Act II (2019) a través de Hollywood Records. Antes del lanzamiento de la canción, Carpenter interpretó la canción como un bis en El Tour Singular.

## Antecedentes y lanzamiento
Carpenter declaró que «Exhale» es la canción más difícil de cantar para ella, ya que se pone muy emotiva. Carpenter también describió la canción como su canción más personal y vulnerable hasta el momento. Carpenter comenzó a interpretar la canción como un bis del Singular Tour. Después de la recepción de sus fanáticos, Carpenter consideró poner la canción en Singular: Act II, antes de finalmente decidir incluirla en la lista de canciones. 
En abril de 2019, Carpenter declaró que se lanzaría muy pronto, presumiblemente como un sencillo. Avivó aún más los rumores en los Billboard Music Awards 2019, diciendo que pronto lanzaría su "canción más personal". El 2 de mayo de 2019, Carpenter anunció formalmente el sencillo a través de sus redes sociales.
La canción fue escrita en 2019, justo antes de que Carpenter se embarcara en el Singular Tour, por Carpenter, Ross Golan y el productor de la canción, Johan Carlsson. Las voces fueron producidas por Carlsson y Noah Passovoy. Carlsson tocó la guitarra eléctrica, programó y sirvió la voz de fondo con Carpenter y Golan en la pista. Las cuerdas fueron grabadas y editadas por Mattias Bylund en Studio Borgen en Partille y arregladas por Nils-Petter Ankarblom. La orquesta está compuesta por David Bukovinszky en violonchelo, Mattias Johansson en violín y Bylund y Ankarblom en sintetizadores de cuerda. La canción fue mezclada por Serban Ghenea en MixStar Studios en Virginia Beach y John Hanes sirvió como ingeniero para mezclar. La canción fue masterizada en Sterling Sound en la ciudad de Nueva York por Chris Gehringer con Will Quinnell como asistente.

## Composición
«Exhale» es una midtempo pop y electro-R&B balada que tiene una duración de dos minutos y cuarenta y cuatro segundos. Líricamente, la canción trata sobre la presión y la ansiedad en la vida y la necesidad de tomar un respiro o descansar de ellas.

## Vídeo musical
Un video visualizador acompañó el lanzamiento de la canción. Cuenta con una versión editada digitalmente de la obra de arte única que se mueve. El video musical oficial de la canción se estrenó en los canales de YouTube y VEVO de Carpenter el 17 de mayo de 2019. Fue dirigido por Mowgly Lee y presenta a Carpenter cantando en un valle. Al final del video, las voces de estudio de Carpenter se convierten en vivo a cappella de ella cantando la canción. John Blistein de Rolling Stone calificó el video de "simple pero afectivo".

## Posicionamiento en listas
| Listas (2019)                    | Mejor posición |
| -------------------------------- | -------------- |
| Nueva Zelanda Hot Singles (RMNZ) | 35             |

## Historial de lanzamiento
| País   | Fecha             | Formato                     | Discográfica      | Ref   |
| ------ | ----------------- | --------------------------- | ----------------- | ----- |
| Varios | 3 de mayo de 2019 | Descarga digital, Streaming | Hollywood Records | [ 1 ] |